# Veliki Osolnik
Veliki Osolnik – wieś w Słowenii, w gminie Velike Lašče. W 2018 roku liczyła 80 mieszkańców.